# 巴芬頓 (喬治亞州)
巴芬頓（英語：Buffington）是位於美國喬治亞州切羅基縣的一個非建制地區。該地的面積和人口皆未知。

## 地理
巴芬頓的座標為34°14′29″N 84°25′15″W / 34.24139°N 84.42083°W，而該地的平均海拔高度為368米（即1207英尺）。